# Amt Siek
La comunità amministrativa di Siek (Amt Siek) si trova nel circondario di Stormarn nello Schleswig-Holstein, in Germania.

## Suddivisione
Comprende 5 comuni:
1. Braak (978)
2. Brunsbek (1 667)
3. Hoisdorf (3 537)
4. Siek (2 505)
5. Stapelfeld (1 879)

Il capoluogo è Siek.
(Tra parentesi i dati della popolazione al 31 dicembre 2021)